# Raionul Oleksandria, Kirovohrad
Oleksandria (în ucraineană Олександрійський район, transliterat: Oleksandriiskîi raion) este un raion în regiunea Kirovohrad, Ucraina. Are reședința la Oleksandria.
Are o suprafață de 5.409,7 km². Populația este de 229.800 locuitori, determinată în 2020.